# نوال 2009
ألبوم نوال 2009 هو أحد ألبومات الفنانة نوال الكويتية واحتوى على خمسة عشر أغنية وقد صدر في 6 نوفمبر 2008.

## قائمة الأغاني
1. «وين أنتهي»
2. «سم»
3. «صح»
4. «مشتاق قولي»
5. «موليه»
6. «من علمك»
7. «ماي عيني»
8. «ليه ساكت»
9. «هذي جديدة»
10. «غاب نورك»
11. «ضاقت عليك»
12. «أغلى حب»
13. «حس بغلطته»
14. «خدعه»
15. «عيون الناس»